# 傅国涌
傅国涌（1967年1月—2025年7月7日），中国作家，为自由撰稿人。出生于浙江乐清，毕业于温州教育学院，曾任乡村中学教师，现居杭州。傅国涌生前在《书屋》、《随笔》、《东方》、《老照片》、《炎黄春秋》、《南方周末》、《文汇读书周报》等数十家报刊杂志发表过大量文章，并出版了多部著作。文字主要关注中国近代史，特别是百年言论史和中国知识分子等。2017年获独立中文笔会自由写作奖。
2025年7月7日凌晨，傅国涌因突发心脏病去世。

## 著作
- 《百年辛亥》
- 《金庸传（修訂版）》（2013）[3][4]
- 《百年寻梦》
- 《叶公超传》
- 《追寻失去的传统》
- 《1949年：中国知识分子的私人记录》
- 《发现廿八都》
- 《脊梁：中国三代自由知识分子评传》(与樊百华等合著)
- 《民国年间 那人这事》
- 《历史深处的误会》
- 《笔底波澜》
- 《主角与配角——近代中国大转型的台前幕后》

## 编著
- 《过去的中学》
- 《鲁迅的声音》
- 《给教育燃灯》
- 《让性回归常识》
- 《如何培养好公民》